# Burkhard Göke

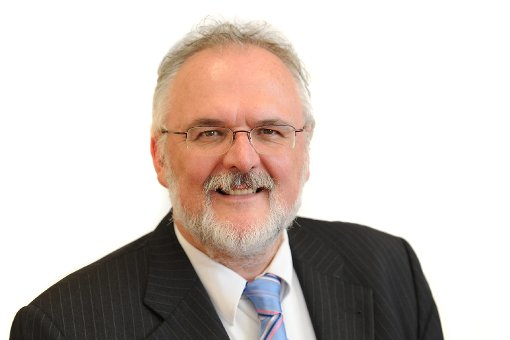
Burkhard Göke (2018)

Burkhard Johannes Göke (* 26. Juni 1956 in Wolfsburg, Niedersachsen) ist ein deutscher Internist und ehemaliger Ärztlicher Direktor und Vorstandsvorsitzender des Universitätsklinikums Hamburg-Eppendorf (UKE).

## Leben
Burkhard Göke wuchs in Wolfsburg auf und erreichte 1975 am Ratsgymnasium der Stadt das Abitur. Nach dem Wehrdienst bei der Bundeswehr studierte er Humanmedizin in Göttingen (1976–1982). 1982 promovierte er am Institut für Pharmakologie (Arnold Hasselblatt) zum Dr. med., trat als Assistenzarzt in die Abteilung Gastroenterologie und Endokrinologie der Universitätsklinik Göttingen (Werner Creutzfeldt) ein. Göke wechselte 1984 an das Zentrum für Innere Medizin der Philipps-Universität Marburg (Rudolf Arnold) und habilitierte sich dort 1988. Er erlangte die Anerkennungen als Arzt für Gastroenterologie und Endokrinologie. 1989 wurde ihm ein Heisenbergstipendium der Deutschen Forschungsgemeinschaft (DFG) zuerkannt. Er absolvierte Forschungsaufenthalte in Manchester (UK; Maynard Case) und Ann Arbor (USA; John A. Williams). 1993 wurde er Professor für Gastrointestinale Endokrinologie in Marburg und Leiter einer Klinischen Forschergruppe der DFG. 1998 wurde Göke als Ordinarius und Chefarzt an das Inselspital der Universität Bern (Schweiz) und 2000 an das Klinikum Großhadern der Universität München (LMU) berufen. Dort war er bis 2014 Direktor der Medizinischen Klinik 2 und von 2008 bis 2013 Ärztlicher Direktor und Vorstandsvorsitzender des Klinikums. Von Januar 2015 bis Dezember 2022 war Burkhard Göke Ärztlicher Direktor und Vorstandsvorsitzender des Universitätsklinikums Hamburg-Eppendorf (UKE).
Burkhard Göke ist verheiratet und hat acht Kinder.

## Werk
Burkhard Göke hat mehr als 500 wissenschaftliche Originalarbeiten, Übersichten, Buchbeiträge und Fallberichte publiziert. Er hat sich in Marburg und München um die Organisation von Forschungsverbünden gekümmert (KFG GI-Endokrinologie Marburg; KFO 128 München). Seine Forschungsarbeit beschäftigte sich unter anderem mit der Physiologie der Bauchspeicheldrüse, der Therapie neuroendokriner Tumore, der Steuerung der Hormonabgabe vom endokrinen Pankreas durch Darmhormone und hier insbesondere mit den Inkretinen, die den Blutzucker mitregulieren. Seine Arbeiten haben die Entwicklung neuer Diabetesmedikamente unterstützt.

## Auszeichnungen
- 1989   Heisenbergstipendiat der DFG
- 2003   Medvantis Forschungspreis (gemeinsam mit Wittchen)
- 2010   Werner-Creutzfeldt-Preis der Deutschen Diabetes Gesellschaft (DDG)[10]

## Ämter
- 1999–2000 Co-Direktor des Departements Klinische Forschung der Universität Bern
- 1995 Secretary General & Treasurer der 4th United European Gastroenterology Week gemeinsam mit der 50. Jahrestagung der Deutschen Gesellschaft für Verdauungs- und Stoffwechselerkrankungen (DGVS), Berlin
- 2002 Tagungspräsident der Deutschen Diabetesgesellschaft, Dresden
- 2004–2014 Chefherausgeber der Zeitschrift „Digestion“
- seit 2016 ehrenamtliches Vorstandsmitglied der Ernst und Berta Grimmke-Stiftung
- seit 2021 Mitglied des Kuratoriums der Thomas-Kirch-Stftung
- seit 12/2021 Aufsichtsratsmitglied des Universitätsklinikums Düsseldorf (UKD)

## Veröffentlichungen (Auswahl)
- Burkhard Göke/Klaus G. Parhofer/Carsten Otto: Das Praxisbuch Diabetes mellitus. München u. a. 2002, ISBN 3-437-22930-3.
- C. Auernhammer, D. Engelhardt, B. Göke, K. Parhofer (Hrsg.): Praxisbuch Endokrinologie und Stoffwechsel, München, Jena 2004, ISBN 3-437-23360-2.
- B. Göke, J. de Heer, R. Göke: Gastrointestinale Hormonsysteme und ihre Regulation. In: Molekularmedizinische Grundlagen von para- und autokrinen Regulationsstörungen; D. Ganten, K. Ruckpaul, J. Köhrle (Hrsg.), Berlin, Heidelberg, New York 2006, S. 261–290.
- G.R. Pape, B. Göke (Hrsg.): Hepatologie für die Praxis, München, Jena 2006, ISBN 3-437-24160-5.
- Burkhard Göke/Christoph Beglinger (Hrsg.): Gastroenterologie systematisch. 2. Aufl., Bremen 2007, ISBN 978-3-89599-168-4.
- B. Göke: Die Behandlung des Diabetes mellitus: Mythen und Evidenz. Bundesgesundheitsblatt – Gesundheitsforschung – Gesundheitsschutz, 63(5), 512-520 (2020)  doi:10.1007/s00103-020-03124-9